# OŠ „Stevan Čolović” Arilje
Osnovna škola Stevan Čolović je osnovna škola u gradu Arilju. Škola je počela sa radom  9. novembra 1884. godine. Današnja školska zgrada izgrađena je 1966. godine.

## Ime škole
Škola je dobila ime po narodnom heroju Stevanu Čoloviću, učesniku Narodnooslobodilačke borbe i narodnom heroju Jugoslavije i ovo ime nosi od 1. septembra 1962. godine.

## Prvi učitelji
Prvi učitelj je bio Gavrilo Đ. Popović, bogoslov iz Pogleda. U ovoj školi su predavali Ariljcima poznati učitelj i učiteljica Melović. Oni su svoju imovinu ostavili školi da svake godine dva đaka 3. i 4. razreda sa odličnim ocenama, koji žive u lošim uslovima, dobijaju novčanu nagradu. Njihova donacija se i dan danas dodeljuje.
Iz Ivanjice je u toku leta 1849. godine, premešten je dotadašnji učitelj iz Ivanjice Nikola Vulović ali je odbio premeštaj. 
Zatim je 23. Avgusta 1849. godine upravitelj svih osnovnih ucilišta u oblasti tadašnje Kneževine Srbije Milovan Spasić i stavio je Mihajla Novakovića za privremenog učitelja. U školi je bio samo prvo polugodište i bio je premešten u Užice.
Tokom 1870. godine je u Školu išlo 48 učenika. Tada se u jesen dogodilo nešto drugačije u učionici umesto učenika se pojavila učiteljka (nekadašnji naziv za uciteljicu u Arilju). O njoj se ne zna puno toga osim da su je zvali gospođica Katarina Lazarević.

## Uvođenje Gimnastike kao obaveznog školskog predmeta
U školskoj 1868/69. godine, u školu je upisan 45 učenik. U toku 1868. godine, po osnovnim školama se počela uvoditi nastava gimnastika. Cam minista je naredbom sretao pažnju da je to njihova dužnost da deca moraju obavljati gimnastiku. U Kragujevcu su se vršile letnje obuke učitelja za gimnastiku.

## Osnivanje školske biblioteke
Ministarstvo prosvete je skretalo pažnju da se treba pobrinuti oko osnivanja biblioteka i da one budu u školskim ustanovama. U Arilju je jedan učitelj (nepoznatog imena) prikupio knjige od stanovnika Arilja. Biblioteka danas i dalje postoji u našoj školi.

## Zatvaranje Osnovne škole u Arilju
Prvoga marta 1884. godine, ministar prosvete donosi rešenje da se zatvori škola u Arilju i to je učinjen, u rešenju: „Pošto se u interesu zdravlja učeničkog ne može da đaci ostanu u istim zgradama i da se posle tolikih navaljivanja ovoj školi nepoklanja nimalo pažnje,da se Osnovna Škola u Arilju mora zatvoriti. Posle nekoliko godina škola je opet otvorena na mestu pored crkve Sveti Ahilije.”

## Literatura
- Dragoclav Dragutinović—Jeldžo 150 godina od Osnovne škole Arilje

## Spoljašnje veze
- Zvanični sajt Архивирано на веб-сајту  (11. март 2012)